# Герб Лейрії
Ге́рб Лейрі́ї — офіційний символ міста Лейрія, Португалія. Використовується як територіальний герб. У золотому щиті червоний замок із трьома баштами, срібними вікнами і брамою, який стоїть на зеленій землі. Обабіч нього дві зелені сосни із чорними стовбурами і золотими шишками. На соснах сидять два чорні круки, обернені до центру. По обидва боки від найвищої центральної башти замку розташовані дві червоні восьмикутні зірки. Внищу щита три хвилясті смуги — срібна, синя і срібна, які перетинають землю. Щит увінчує срібна мурована міська корона з п'ятьма вежами.  Під щитом біла стрічка, на якій великими літерами напис португальською: «cidade de Leiria» (місто Лейрія).  Офіційно затверджений 11 серпня 1987 року.  

## Галерея

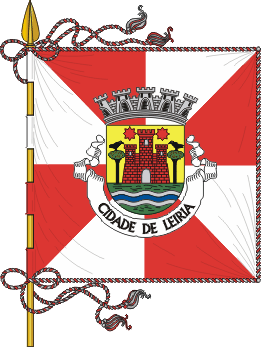
Прапор